# Fernandina Beach
Fernandina Beach is een plaats (city) in de Amerikaanse staat Florida, en valt bestuurlijk gezien onder Nassau County. De plaats ligt op Amelia Island.

## Geschiedenis
Fernandina Beach is een van de oudste Europese nederzettingen in de Amerika's. Door de diepe natuurlijke haven is het aantrekkelijk voor de zeevaart. De geschiedenis van deze stad is verbonden met maritieme conflicten. Aan het begin van de 19e eeuw vormde de haven namelijk een belangrijke verbinding tussen Florida, dat toen Spaans bezit was, en het Engelse Georgia. Hierdoor vond er veel smokkel en piraterij plaats.

## Toerisme
Tegenwoordig is de plaats een toeristiche bestemming. Het victoriaanse stadscentrum is gerestaureerd. Verder zijn er in de omgeving stranden.

## Demografie
Bij de volkstelling in 2000 werd het aantal inwoners vastgesteld op 10.549.
In 2006 is het aantal inwoners door het United States Census Bureau geschat op 11.324, een stijging van 775 (7.3%).

## Geografie
Volgens het United States Census Bureau beslaat de plaats een oppervlakte van
27,8 km², waarvan 27,8 km² land en 0,0 km² water. Fernandina Beach ligt op ongeveer 3 m boven zeeniveau.

## Plaatsen in de nabije omgeving
De onderstaande figuur toont nabijgelegen plaatsen in een straal van 40 km rond Fernandina Beach.